# Е5К
Електровоз Е5К «Ермак» (Е — електровоз, 5 — номер моделі, К — колекторні тягові електродвигуни) — електровоз призначений для водіння вантажних, приміських і вивізних поїздів на залізницях, електрифікованих на однофазному змінному струмі номінальною напругою 25 кВ і частотою 50 Гц. Дана модель була розроблена для заміни електровозів серій ВЛ60 і ВЛ80, електровози мають формулу ходової частини — 2O−2O.
Розроблені всеросійським НДІ електровозобудування (ВЕлНІІ) в Новочеркаську, збираються на Новочеркаському електровозобудівному заводі і реалізуються з 2004 року компанією «Трансмашхолдинг». Різні модифікації — Е5К, 2ЕС5К, 3ЕС5К — розрізняються кількістю секцій.

## Е5К

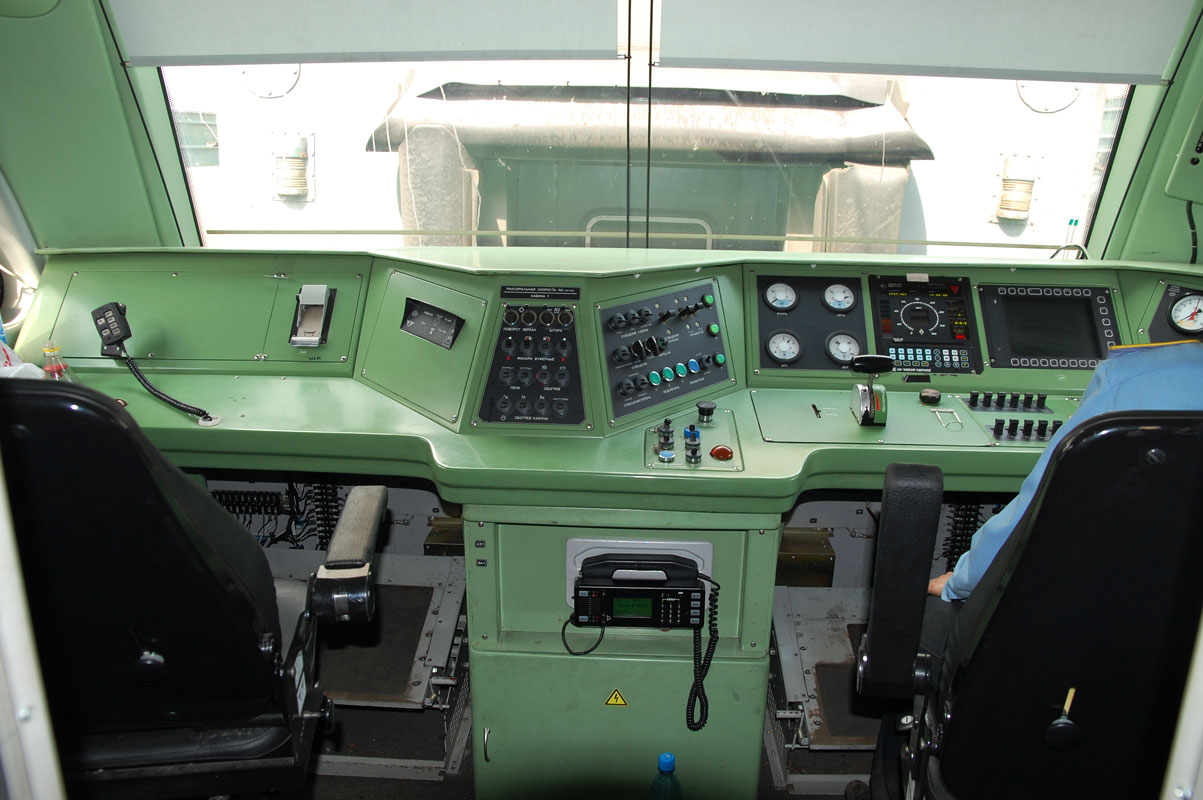
Кабіна ЕП1М, практично ідентична кабіні Е5К

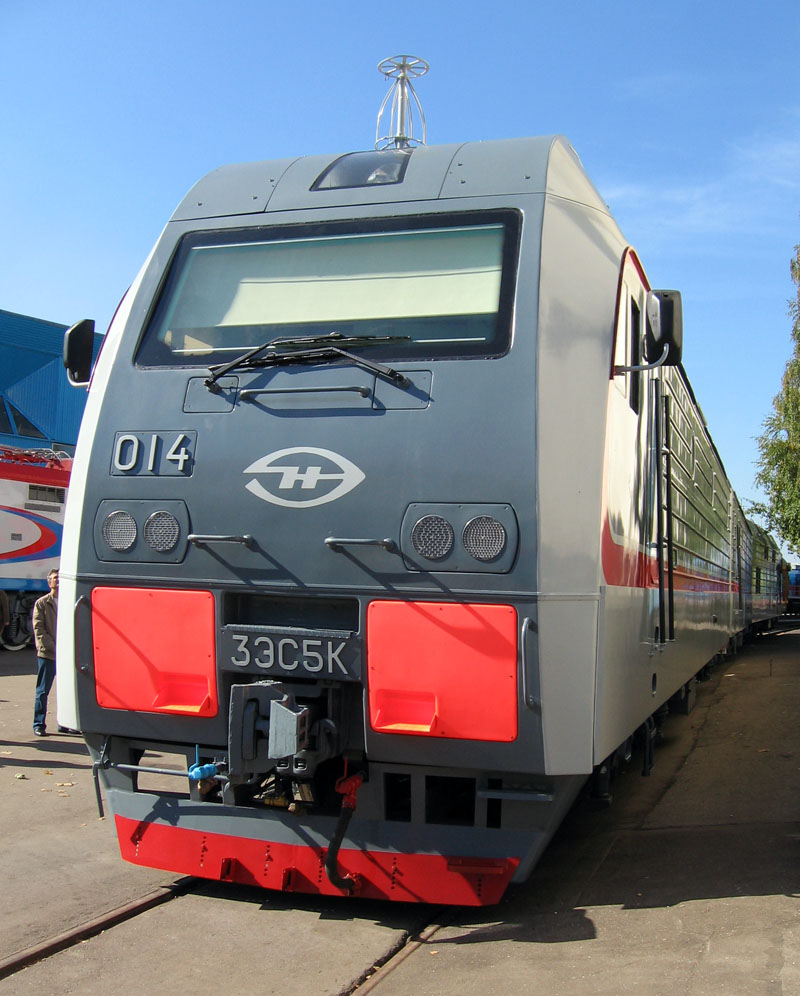
Кабіна 3ЕС5К зовні

Односекційний варіант машини Е5К призначений для вивізної та легкої магістральної роботи, також використовується для водіння приміських поїздів — там, де недоцільно застосування окремої серії рухомого складу (електропоїздів).
Електровоз має сталевий кузов вагонного типу з головною рамою, на який встановлюються пластикова блок-кабіна управління і комплект устаткування. Ходова частина виконана з опорно-осьовим підвішуванням тягових електродвигунів з моторно-осьовими підшипниками ковзання. В електровозі застосовані вдосконалені тягові електродвигуни НБ-514Б, електричне рекуперативне гальмування, а також мікропроцесорна система управління, що забезпечує ручне та автоматичне керування рухом, діагностику параметрів руху і роботи всього устаткування електровоза.
В електровозі встановлені наступні системи безпеки руху: КЛУБ-У,  САУТ-ЦМ/485 і ТСКБМ. Вдосконалена конструкція кабіни управління, встановлені термоелектричні кондиціонери та панельні нагрівачі, в цілому покращено умови роботи локомотивної бригади (електровоз обладнаний холодильником та сантехнічним обладнанням).
За розташуванням обладнання та електричній схемі електровози Е5К схожі на електровоз ВЛ85, на базі якого і були створені. Від ВЛ85 вони відрізняються застосуванням технічних рішень, вже випробуваних на електровозах сімейства ЕП1 — більш економічною системою вентиляції, конденсаторним запуском допоміжних двигунів з можливістю роботи в режимі низької швидкості (ПЧФ), застосуванням мікропроцесорної системи управління та діагностики. Однак встановлюваний раніше конденсаторний запуск допоміжних машин згодом був замінений на систему з використанням пускового двигуна ПД (аналогічно фазорозщеплювачам електровозів серії ВЛ80) з подальшою модернізацією раніше випущених локомотивів.

## 2ЕС5К

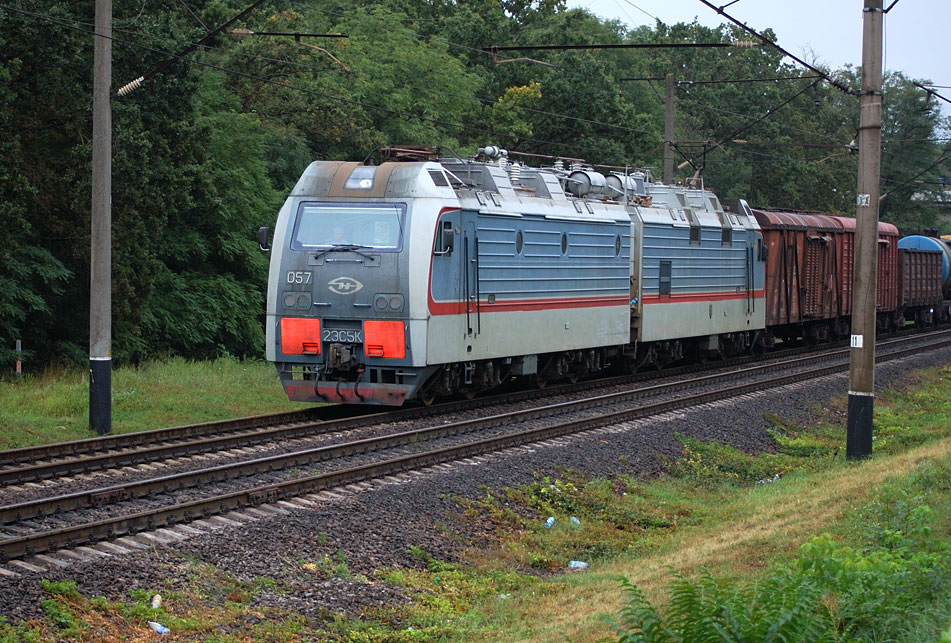
2ЕС5К

Індекс С в найменуванні, від слова «с екційний», що говорить про можливість роботи за системою багатьох одиниць, цифра 2 вказує на кількість секцій. Локомотив складається з двох однакових секцій, кожна з яких має з головного боку кабіну управління, а з хвостового — міжсекційний перехід. Маса електровоза — 192 т, довжина по осях автозчеплення — 35004 мм.
З метою водіння поїздів масою 6300 тонн на ділянці Смолянинове — Находка Далекосхідної залізниці електровози 2ЕС5К формують в чотирьохсекційному виконанні з використанням двох двосекційних локомотивів в голові поїзда та двох двосекційних локомотивів як штовхача.
З 2004 року Холдинговою компанією «Луганськтепловоз» розпочато виробництво електровозів серії 2ЕЛ5, конструкція яких є копією з електровоза 2ЕС5К виробництва НЕВЗ. Відмінною особливістю електровоза 2ЕЛ5 є видозмінена кабіна управління і пульт управління. Електровоз 2ЕЛ5 обладнується мікропроцесорними приладами безпеки, адаптованими до вимог Українських залізниць. Електровоз 2ЕЛ5-001 зібраний на «НЕВЗ» спільно з фахівцями ХК «Луганськтепловоз», другий номер збирався на «Луганськтепловозі» з російських комплектуючих і вузлів під контролем представників «НЕВЗ». Електровози № 003, 004 виготовлені повністю на Луганському заводі за винятком візків. Застосування візків луганського виробництва розпочато з № 008. 
Механічна частина локомотива 2ЕС5К ідентична електровозу 2ЕС4К «Дончак» який випускається на НЕВЗі з 2006 року.

## 3ЕС5К

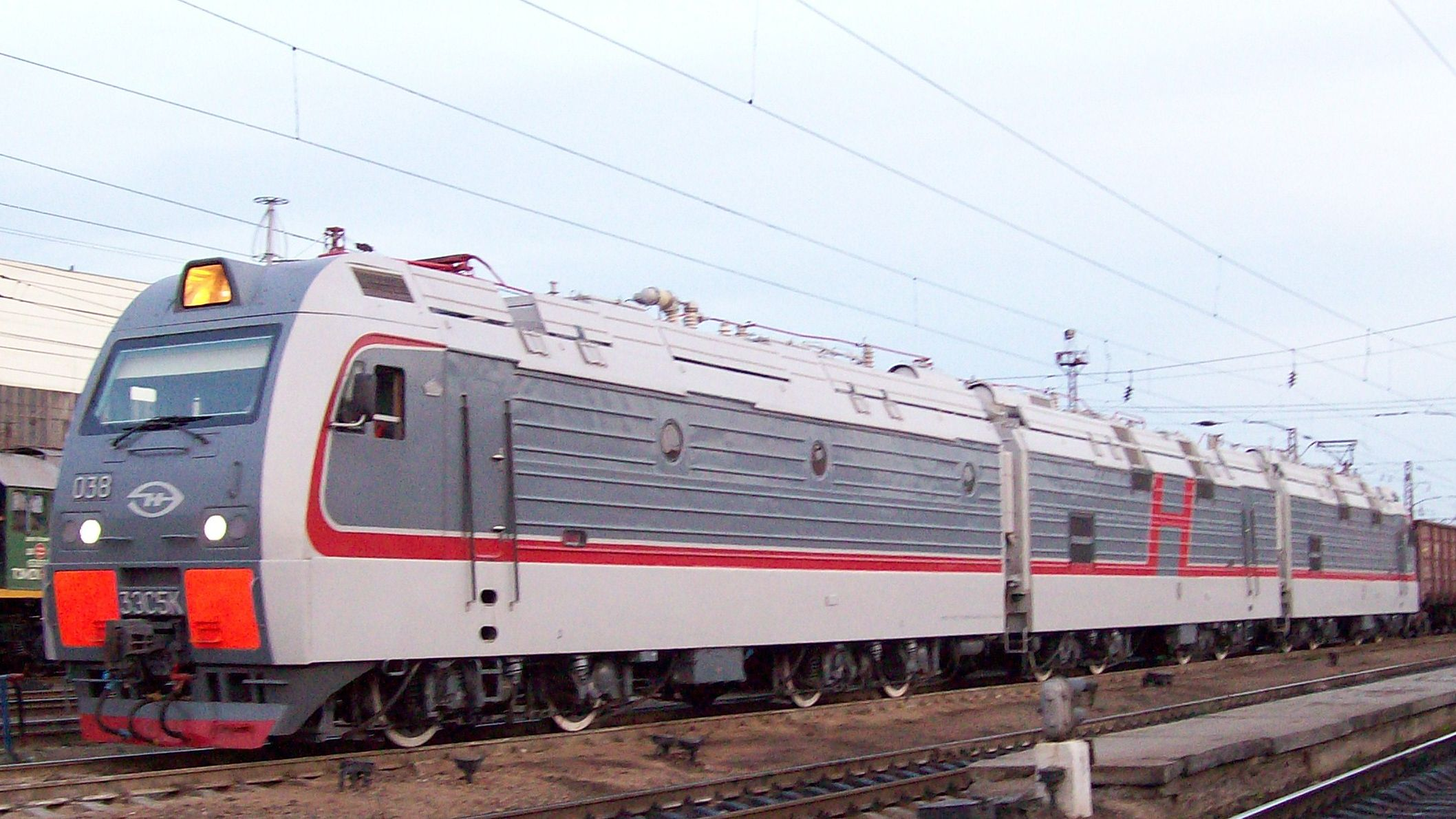
3ЕС5К

У 2007 році у сертифікована бустерна (проміжна) секція для електровоза, яка дозволяє збільшити його потужність у півтора рази і використовувати для транспортування надважких складів або роботи на ділянках шляху із значним ухилом. Ця секція технічно нічим не відрізняється від звичайної, тільки замість кабіни управління має другий міжсекційних перехід, що забезпечує зручність роботи в порівнянні з електровозами ВЛ80С і ВЛ80Р, які працюють трьохсекційно.